# ダマイ駅 (マレーシア)
ダマイ駅（ダマイえき、マレー語:Stesen Damai ）は、マレーシアのクアラルンプールにあるラピドKLクラナ・ジャヤ線の駅である｡

## 概要
地下駅のアンパン・パーク駅から市の北部に向かい、この駅が最初の地上駅となる。クラン川の土手沿いで北側に位置する。

## 歴史
- 1999年6月1日開業

## 駅構造
島式ホーム1面2線をもつ高架駅である。